# Vol Swissair 316
Le 7 octobre 1979, un Douglas DC-8 effectuant le vol Swissair 316 s'écrase lors d'une tentative d'atterrissage à l'aéroport international d'Hellinikon, à Athènes, en Grèce, où il faisait escale. Sur les 154 passagers et membres d'équipage à bord, quatorze périssent dans l'accident.

## Accident

### Déroulement
Le vol 316 de Swissair est un vol international régulier, assurant la liaison entre Zurich, en Suisse, et Pékin, en Chine, avec plusieurs escales prévues à Genève, Athènes et Bombay. Parmi les 142 passagers présents à bords, 100 d'entre eux sont des médecins se rendant à une convention médicale à Pékin.
Lors de l'approche finale, de type ILS, sur l'aéroport international d'Hellinikon, l'équipage a établi le contact visuel avec l'aéroport et a été autorisé à atterrir sur la piste 15L. L'approche a été effectuée à une vitesse de 146 nœuds (270 km/h) et l'appareil s'est posé 740 mètres au-delà du seuil de piste, et à environ 2 240 mètres avant la fin de piste.
Le DC-8 a décéléré mais a finalement dépassé l'extrémité de la piste. L'aile gauche et la queue ont été arrachés du fuselage, avant que l'avion ne s'immobilise sur une route à environ 80 mètres au-delà de l'extrémité de la piste. Un incendie s'est déclaré du côté droit de l'avion et s'est rapidement propagé au reste de la carlingue.

### Après l'accident

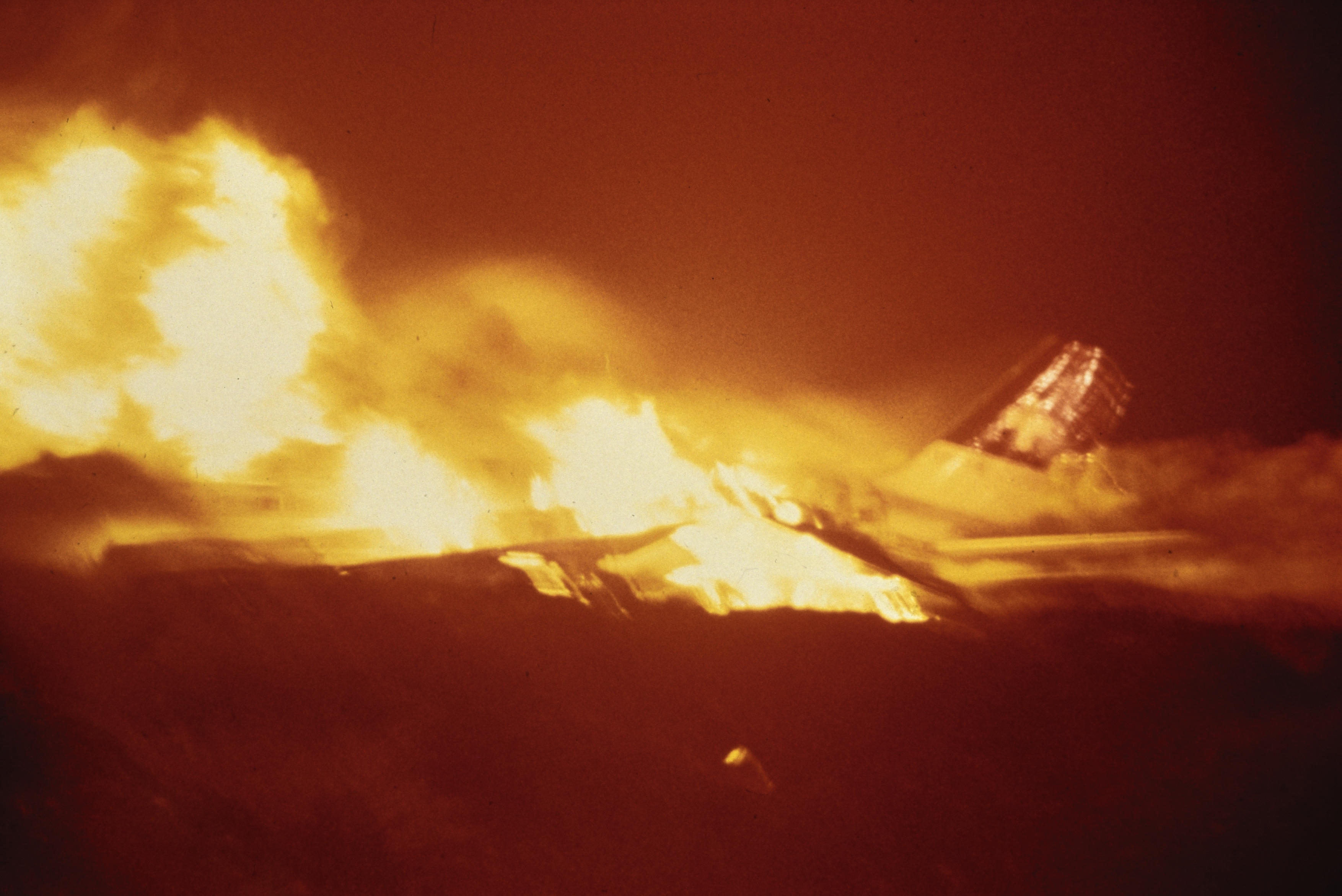
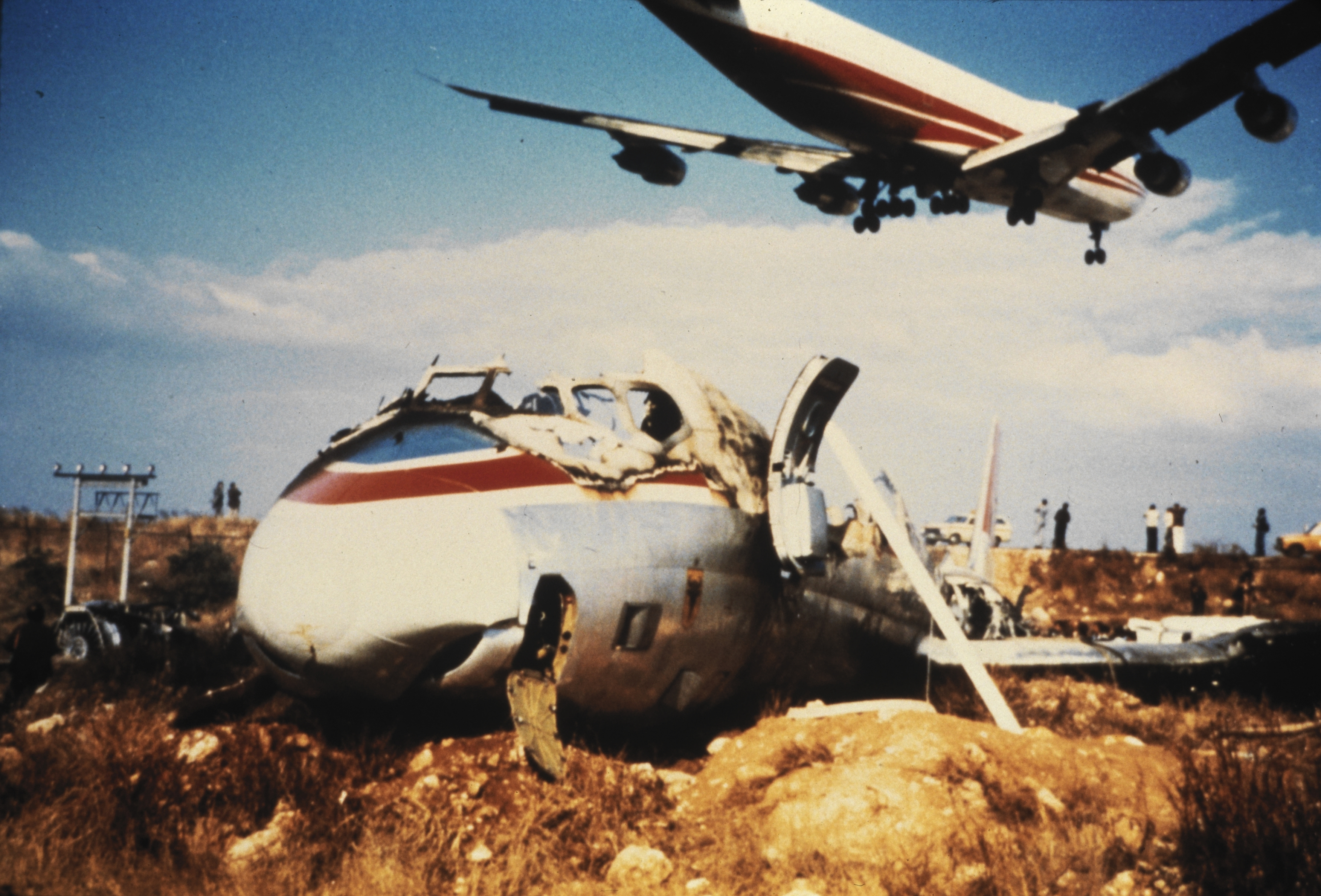

Les douze membres d'équipages, dont le commandant de bord Fritz Schmutz et le copilote Martin Deuringer, ainsi que 128 des 142 passagers ont réussi à s'extraire de l'appareil à temps, mais quatorze passagers, tous assis au niveau des rangées 21 à 26, sont décédés en raison de la fumée ou des flammes.

## Enquête
L'enquête menée sur l'accident révèle que les pilotes se sont posés trop loin sur la piste, à une vitesse trop élevée en raison d'une approche non stabilisée, et qu'ils n'ont pas correctement utilisés les systèmes de freinage d'urgence ainsi que les inverseurs de poussée de l'avion, ce qui les a empêché de ralentir l'appareil sur la longueur de piste disponible.
Cependant, un des enquêteurs a eu une opinion différente concernant la cause de l'accident, déclarant qu'il estime que les pilotes n'ont pas réalisé la vitesse et la distance de toucher des roues sur la piste, et n'ont pas suivi les techniques d'atterrissages avec freinage d'urgence enseignées par la compagnie aérienne.